# Septobasidium ussanguense
Septobasidium ussanguense är en svampart som först beskrevs av Henn., och fick sitt nu gällande namn av Lloyd 1917. Septobasidium ussanguense ingår i släktet Septobasidium och familjen Septobasidiaceae.   Inga underarter finns listade i Catalogue of Life.